# Deci Triccià
Deci Triccià (en llatí Deccius Triccianus) va ser un governador romà del segle iii.
Era d'origen humil però va arribar per mèrits a la dignitat de governador de la província de Pannònia sota l'emperador Macrí. És probablement el mateix Triccià que més tard va ser executat per ordre d'Elagàbal, segons Dió Cassi per haver-se rebel·lat contra l'emperador.